# Segona Divisió
Segona Divisió este cea de-a doua divizie a piramidei fotbalului andorrez. 

## Campioni
| Sezon   | Campioni                  | Locul 2                   | Locul 3                   |
| ------- | ------------------------- | ------------------------- | ------------------------- |
| 1999–00 | FC Lusitanos              | Deportivo La Massana      | FC Santa Coloma B         |
| 2000–01 | FC Rànger's               | FC Lusitanos B            | FC Santa Coloma B         |
| 2001–02 | Racing d'Andorra1         | FC Cerni                  | FC Santa Coloma B         |
| 2002–03 | UE Engordany              | Casa Estrella del Benfica | Atlètic Club d'Escaldes   |
| 2003–04 | Atlètic Club d'Escaldes   | Casa Estrella del Benfica | Deportivo La Massana      |
| 2004–05 | FC Santa Coloma B2        | UE Extremenya             | UE Engordany              |
| 2005–06 | FC Encamp                 | UE Engordany              | Casa Estrella del Benfica |
| 2006–07 | Casa Estrella del Benfica | FC Santa Coloma B         | UE Engordany              |
| 2007–08 | UE Santa Coloma           | UE Extremenya             | FC Encamp                 |
| 2008–09 | FC Encamp                 | Atlètic Club d'Escaldes   | FC Lusitanos B            |
| 2009–10 | Casa Estrella del Benfica | FC Lusitanos B            | UE Extremenya             |
| 2010–11 | FC Lusitanos B2           | FC Rànger's               | UE Engordany              |
| 2011–12 | FC Encamp                 | UE Extremenya             | FC Lusitanos B            |

1Clubul s-a dizolvat după sezon, locul 2 a promovat.
2Club ineligibil pentru promovare, locul 2 a promovat.

### Performanțe pe club
| Club                    | Campioni | Locul 2 | Locul 3 | Ani campioni     | Ani locul 2            | Ani locul 3      |
| ----------------------- | -------- | ------- | ------- | ---------------- | ---------------------- | ---------------- |
| FC Encamp               | 3        | 0       | 1       | 2006, 2009, 2012 | –                      | 2008             |
| CE Benfica              | 2        | 2       | 1       | 2007, 2010       | 2003, 2004             | 2006             |
| FC Lusitanos B          | 1        | 2       | 2       | 2011             | 2001, 2010             | 2009, 2012       |
| FC Santa Coloma B       | 1        | 1       | 3       | 2005             | 2007                   | 2000, 2001, 2012 |
| UE Engordany            | 1        | 1       | 3       | 2003             | 2006                   | 2005, 2007, 2011 |
| Atlètic Club d'Escaldes | 1        | 1       | 1       | 2004             | 2009                   | 2003             |
| FC Rànger's             | 1        | 1       | 0       | 2001             | 2011                   | –                |
| FC Lusitanos            | 1        | 0       | 0       | 2000             | –                      | –                |
| Racing D'Andorra        | 1        | 0       | 0       | 2002             | –                      | –                |
| UE Santa Coloma         | 1        | 0       | 0       | 2008             | –                      | –                |
| UE Extremenya           | 0        | 4       | 1       | –                | 2002, 2005, 2008, 2012 | 2010             |
| Deportivo La Massana    | 0        | 1       | 1       | –                | 2000                   | 2004             |